# گای لافلور
گای لافلور (به انگلیسی: Guy Lafleur)؛ زادهٔ ۲۰ سپتامبر ۱۹۵۱ – ۲۲ آوریل ۲۰۲۲) بازیکن هاکی روی یخ اهل کانادا بود.